# Ralph Lauren
Ralph Lauren (nacido Ralph Lifschitz; Nueva York, 14 de octubre de 1939) es un diseñador de moda y empresario estadounidense conocido por su conglomerado textil internacional Ralph Lauren Corporation. En 2018, la revista Forbes le situó entre los cien estadounidenses más ricos, en el puesto setenta y uno.

## Biografía
Nació en el seno de una familia de inmigrantes judíos. Estudió economía en el City College (Manhattan), pero poco después de graduarse se retiró de sus estudios. Trabajó un tiempo como vendedor de guantes y para un fabricante de corbatas, donde se inspiró para diseñar su propia línea. En 1967, a los 28 años, abrió su primera tienda de corbatas y un año más tarde introdujo una línea completa para hombres. A partir de 1971, introdujo también las prendas femeninas.
Diseña para todo tipo de edades y también tiene una línea de hogar. Hoy en día está considerada una de las firmas más prestigiosas y exclusivas del mundo y con más presencia internacional. La línea de hombre se divide en diferentes marcas o etiquetas: Black Label, Polo Ralph Lauren, RLX y Purple Label, siendo esta última la más lujosa, exclusiva y menos accesible de todas. De la misma forma, la línea de mujer se divide en Black Label, Blue Label, Lauren, Pink Pony, RLX y la Colección de Alta Costura presentada cada temporada. 
Por último, también posee una línea de fragancias, gafas y demás accesorios.
Recientemente el documental "Very Ralph" hace ver la verdadera biografía de un genio creador, un padre de familia y el legado de un soñador... que es el emblema de Estados Unidos.